# Boku no Marī
Boku no Marī (ぼくのマリー Marī yêu dấu của anh) là một bộ manga dài tập được viết và minh họa bởi Takeuchi Sakura. Nó được đăng nhiều kỳ trên tạp chí Weekly Young Jump của Shueisha từ năm 1994 đến 1997. Năm 1996, Studio Pierrot đã chuyển thể bộ manga này thành một bộ anime OVA ba tập. Khi anime ban đầu được phát hành bằng tiếng Anh, phiên bản lồng tiếng Anh có tên riêng là Metal Angel Marie, nhưng cái tên này đã bị ngừng phát hành sau đó.

## Cốt truyện
Karigari Hiroshi, một sinh viên đại học, nhút nhát và vụng về với mọi người, nhưng là một thiên tài về robot. Anh ta phải lòng một bạn nữ nào đó có tên là Mari. Hoàn toàn không thể truyền đạt nổi tình cảm của mình với Mari, Hiroshi đã tạo ra một android gần giống hệt cô ấy, đủ gần để vượt qua người chị em song sinh của cô ấy và đặt tên là Marī. Nhưng mặc dù anh ta đã lập trình cho Marī trở thành người vợ hoàn hảo, nhưng cô ấy lại khá khác biệt. Sau đó, Marī vô tình gặp Mari ban đầu, và Hiroshi bắt đầu giả vờ nói với mọi người rằng anh và Marī là anh em ruột. Ngay sau đó, một cô gái khó tính, Hibiki, bước chân vào cuộc sống của hai người, và đe dọa sẽ tiết lộ sự thật về Marī, trừ khi Hiroshi trở thành bạn trai của cô.

## Truyền thông

### Manga
Boku no Marī ban đầu được xuất bản như một phần của Weekly Young Jump, nhưng về sau được tái bản trong mười tập manga.

### OVA
Các phiên bản tiếng Anh được phát hành bởi ADV Films. Nhà sản xuất chỉ làm được ba tập anime mà thôi.

#### Tập phim
1. Marī chào đời
2. Sự xuất hiện của Hibiki Kennou
3. Ước mơ Android - tập này liên tưởng đến cuốn tiểu thuyết Do Androids Dream of Electric Sheep? của Philip K. Dick